# Craterocephalus fistularis
Craterocephalus fistularis är en fiskart som beskrevs av Crowley, Ivantsoff och Allen, 1995. Craterocephalus fistularis ingår i släktet Craterocephalus och familjen silversidefiskar. Inga underarter finns listade i Catalogue of Life.